# Madison River
Der Madison River ist ein etwa 229 km langer Fluss in den US-Bundesstaaten Wyoming und Montana. Er gehört zum Missouri-Mississippi-Flusssystem und ist neben dem Jefferson River einer der beiden Quellflüsse des Missouri. Der Madison River wurde 1805 von Lewis und Clark benannt, zu Ehren des damaligen Außenministers und späteren US-Präsidenten James Madison.

## Verlauf
Der Madison River entsteht durch den Zusammenfluss seiner beiden Quellflüsse Firehole River und Gibbon River am Fuße des National Park Mountain bei Madison Junction im Westen des Yellowstone-Nationalparks in Wyoming auf einer Höhe von 2071 m. Von hier fließt er durch das Teton County nach Westen, macht einen Schlenker durch das Park County und weitet sich noch innerhalb des Nationalparks etwa an der Staatsgrenze zu Montana zum Madison Valley auf. Der Flusslauf am West-Eingang zum Park ist ein wichtiges Brutgebiet für Wasservögel wie verschiedene Limikolen und den Trompeterschwan.

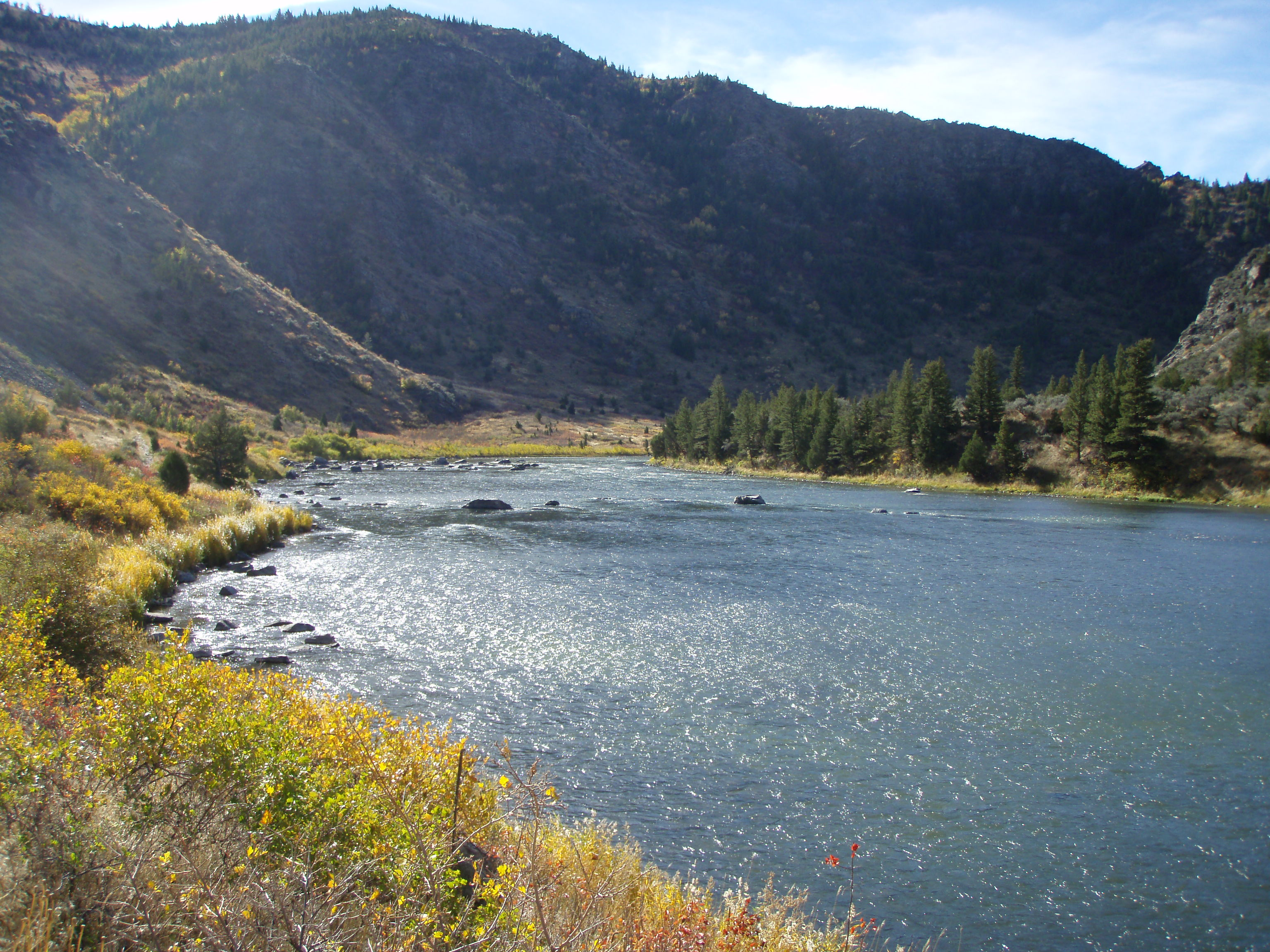
Unterlauf des Madison River am Bear Calf Canyon

Der Fluss erreicht das Gallatin County in Montana und wendet sich bei West Yellowstone nach Nordwesten, bevor er den Nationalpark verlässt, den U.S. Highway 191 unterquert und im weiteren Verlauf durch den Gallatin National Forest fließt. Der Madison River erreicht den vom Hebgen Dam aufgestauten Hebgen Lake, den er für etwa 25 km durchfließt. Unterhalb des Stausees bildete sich nach einem Hebgen Lake-Erdbeben 1959 ein natürlicher See namens Earthquake Lake, der die Grenze zwischen den Henrys Lake Mountains im Süden sowie der Madison Range im Norden darstellt. Der Madison River verlässt das Gebirge sowie den Nationalforst nach Westen und erreicht das Madison County; zudem folgt der U.S. Highway 287 für einige Kilometer dem Flussverlauf. Der Fluss fließt durch ein breites Tal nach Nordwesten und später nach Norden und erhält zahlreiche Zuflüsse aus der Madison Range im Osten sowie den kleineren Greenhorn und Gravelly Ranges im Westen. 
Weiter nördlich bei Ennis wird der Fluss erneut vom Madison Dam zum Ennis Lake aufgestaut. Der Fluss verläuft weiter in tief eingeschnittenem Verlauf durch den Bear Calf Canyon, der als Teil der Lee Metcalf Wilderness ausgewiesen ist, einer Wilderness Area und damit die strengste Klasse von Naturschutzgebieten in den Vereinigten Staaten. Der Fluss ist hier auch ein beliebtes Wildwasser-Kajak-Revier. Weiter nördlich erreicht der Fluss wieder das Gallatin County und verläuft als verflochtener Fluss weiter bis zur Mündung. Sieben Kilometer nordöstlich der Ortschaft Three Forks fließt der Madison River im Missouri Headwaters State Park nach Unterqueren der Interstate 90 mit dem Jefferson River auf einer Höhe von 1232 m zum Missouri River zusammen.

Zwischen Madison und Gallatin River liegt in Nord-Süd-Richtung die Madison Range, eine Bergkette der Rocky Mountains mit dem Hilgart Peak (3449 m) als höchstem Punkt. Das Tal des Madison Rivers trennt auch den Gallatin National Forest östlich des Flusses vom Beaverhead National Forest westlich. Beide sind Nationalforste unter Verwaltung des U.S. Forest Service. Der U.S. Highway 287 verläuft ab dem Ausgang aus dem Yellowstone-Nationalpark bis zum Zusammenfluss parallel zum Fluss und von dort weiter nach Norden.

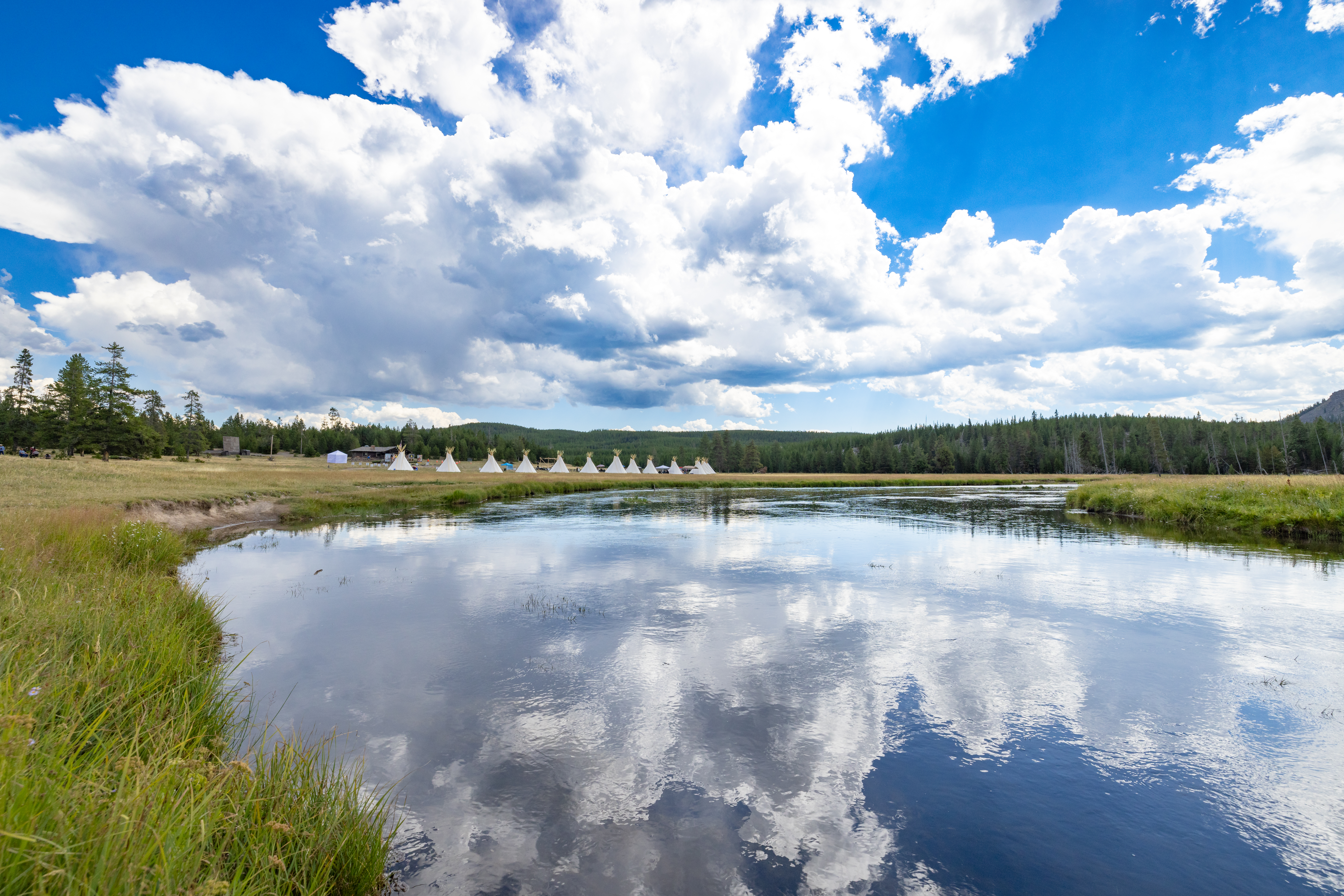
Oberlauf des Madison River
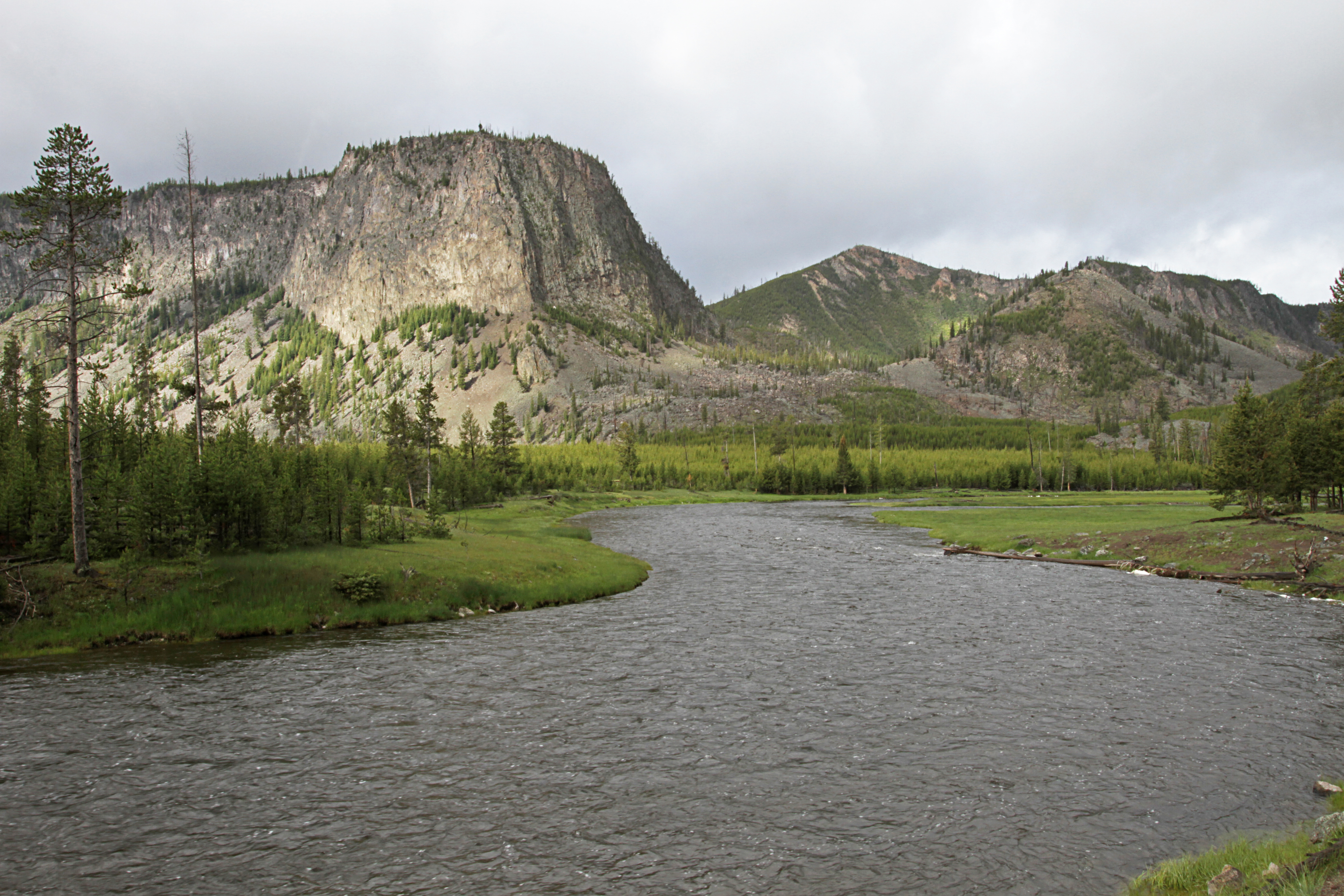
Madison River in Wyoming
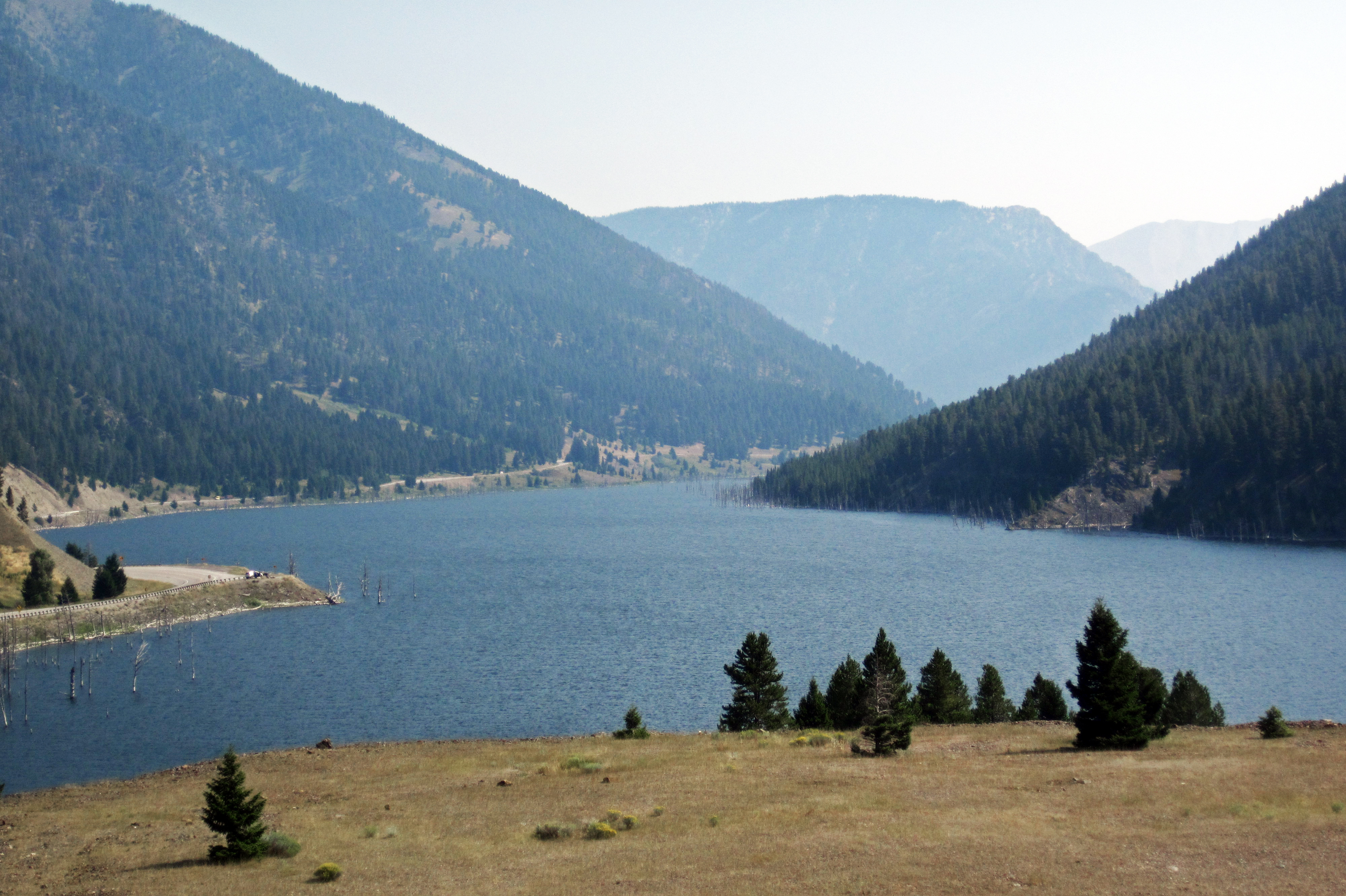
Earthquake Lake
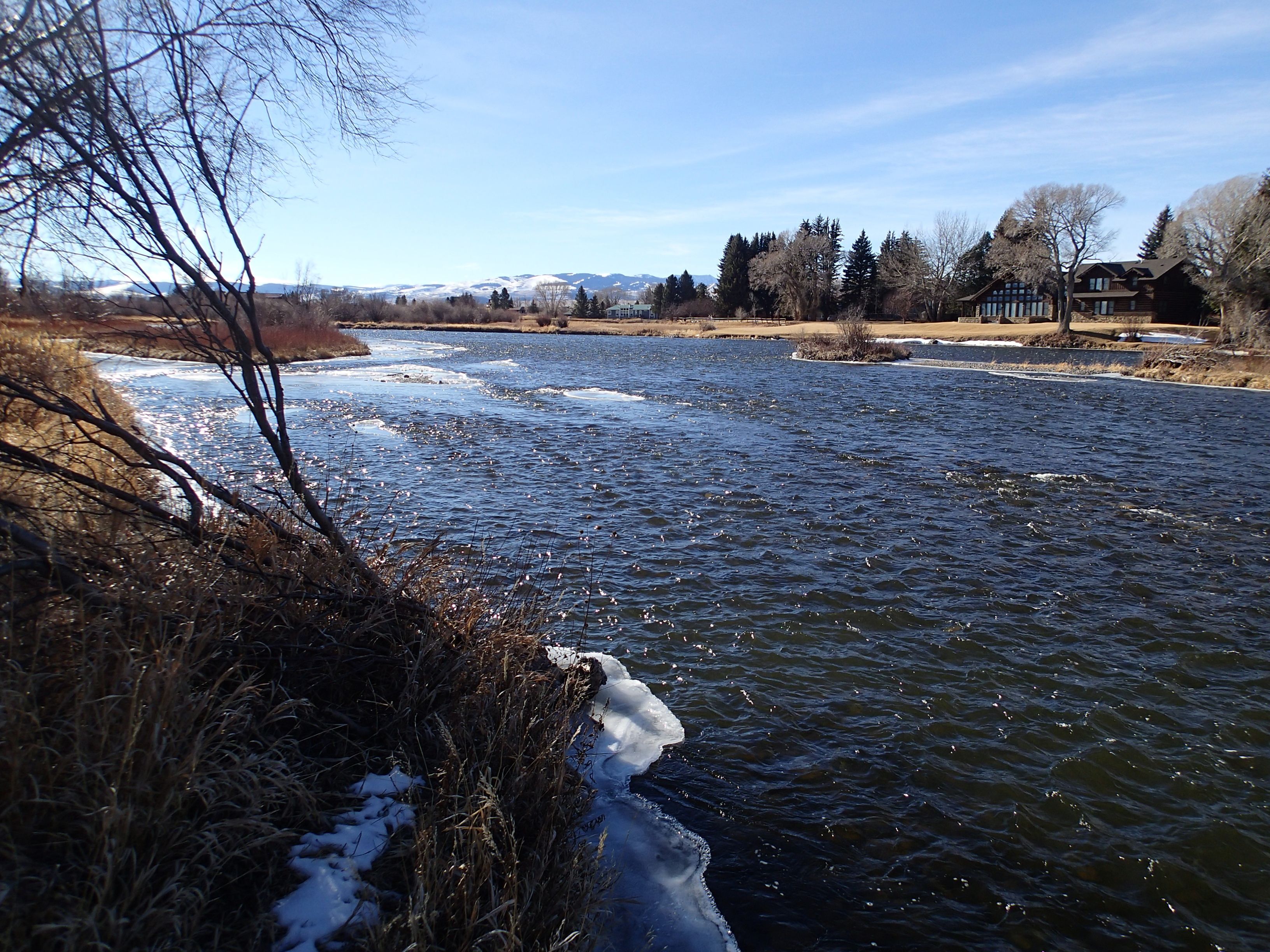
Madison River bei Ennis, Montana
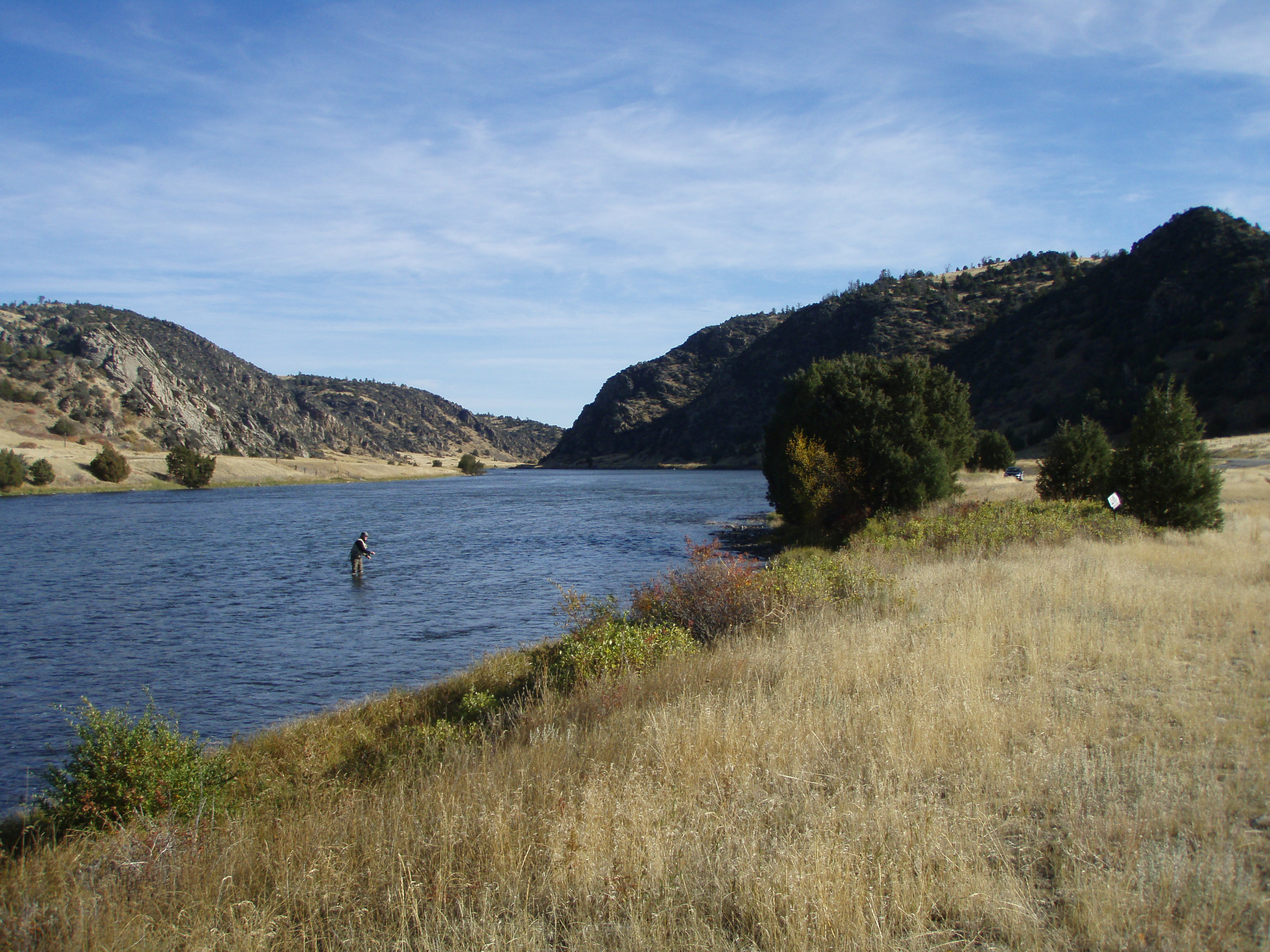
Unterlauf des Madison River

## Hydrologie
Der Madison River ist als Quellfluss des Missouri River Teil des Einzugsgebietes des Mississippi, der in den Golf von Mexiko entwässert. Das Einzugsgebiet des Madison River umfasst ein Areal von etwa 6590 km² und grenzt an die Einzugsgebiete von Camp Creek, Gallatin River und Gardner River im Nordosten, Yellowstone River im Osten, Lewis River im Südosten, Bechler River und Boundary Creek im Süden, Henrys Fork und Red Rock River im Südwesten, Ruby River im Westen sowie Willow Creek im Nordwesten. Der mittlere Abfluss am Pegel bei Three Forks, 15 km oberhalb der Mündung beträgt 46,65 m³/s, der mit Abstand größte Abfluss findet sich im Juni. Damit ist der Madison River einer der wasserreichsten Flüsse am Oberlauf des Missouri im westlichen Montana.

## Galerie

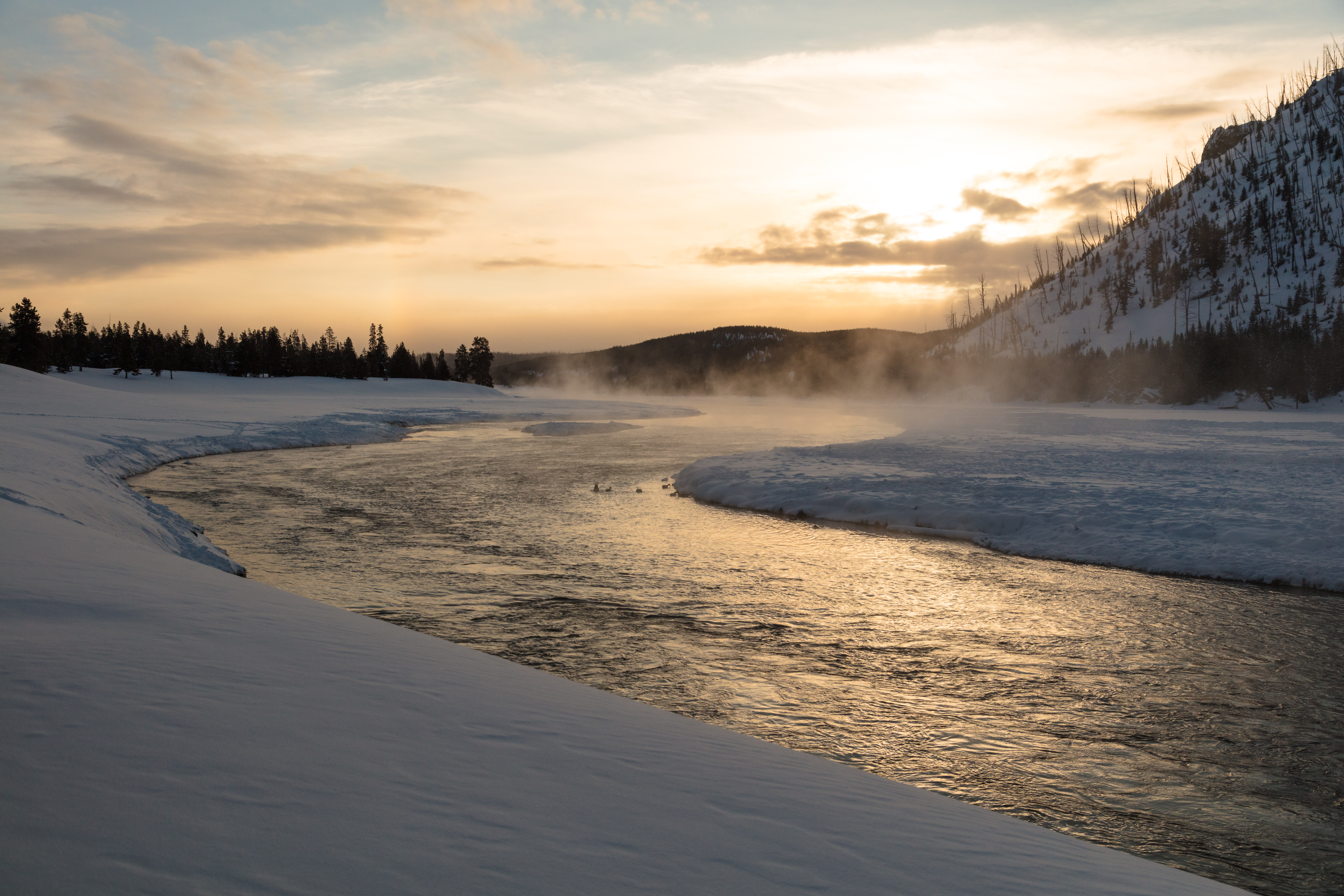
Madison River im Yellowstone-Nationalpark
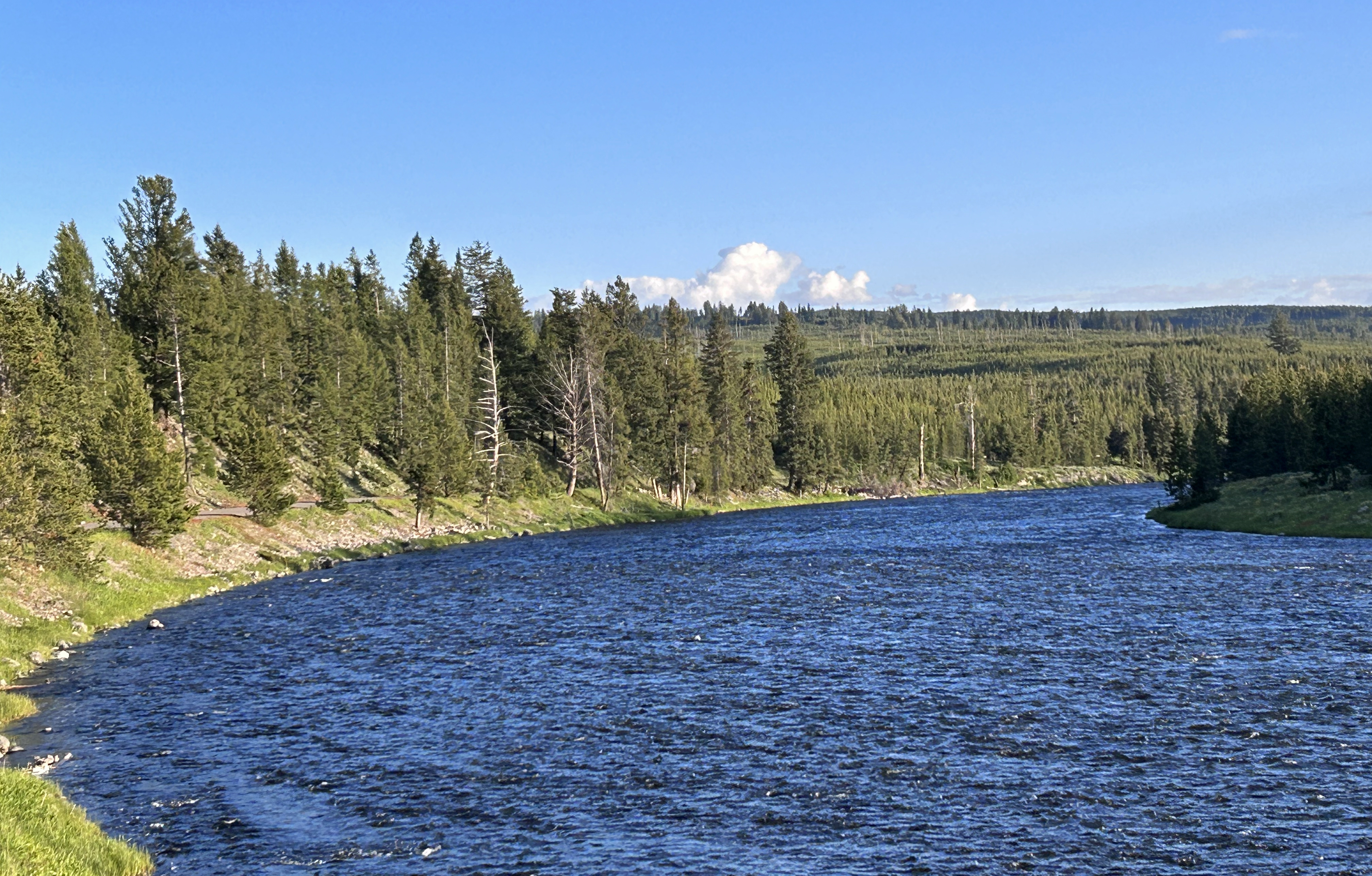
Oberlauf des Madison in Wyoming
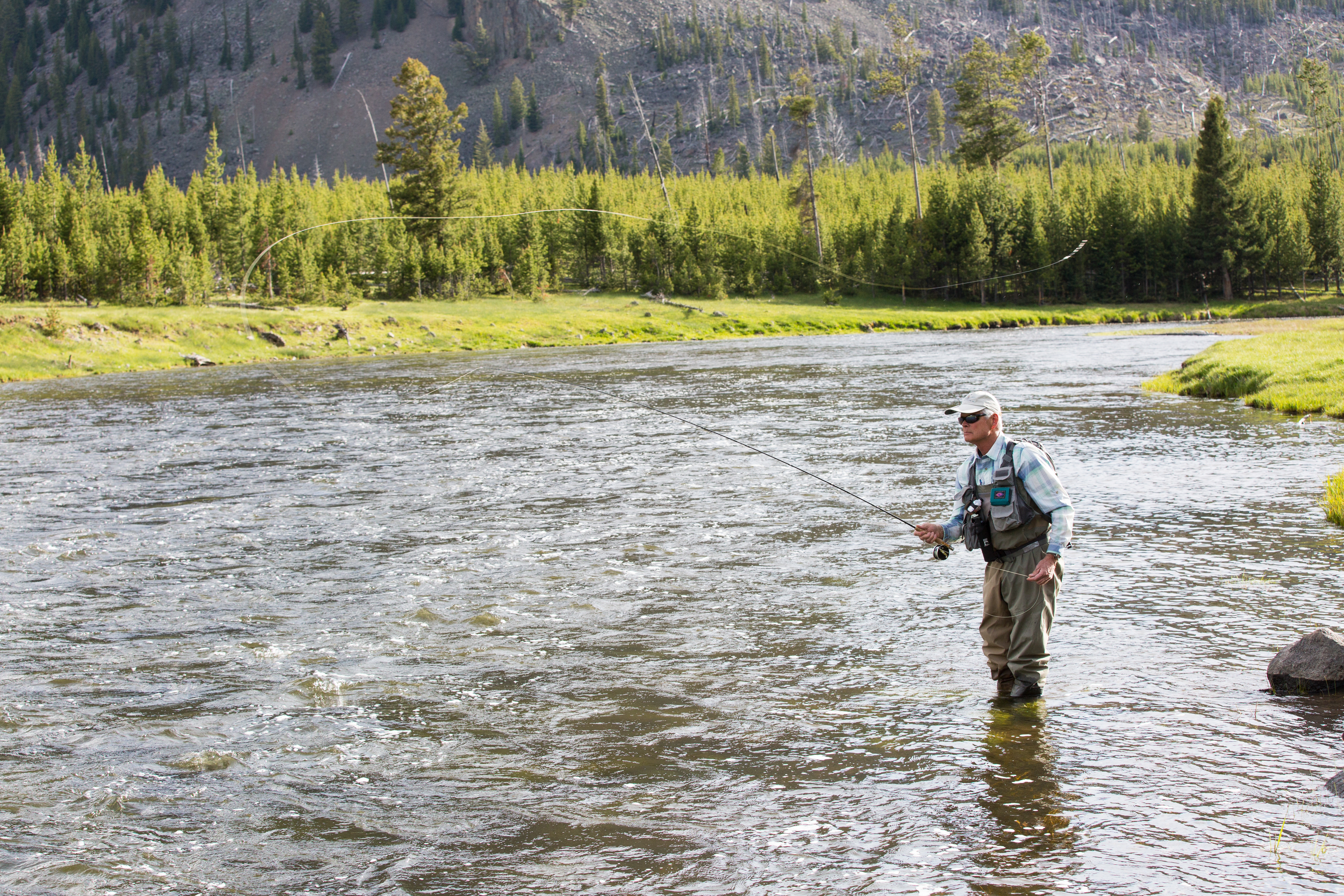
Fliegenfischer im Madison River
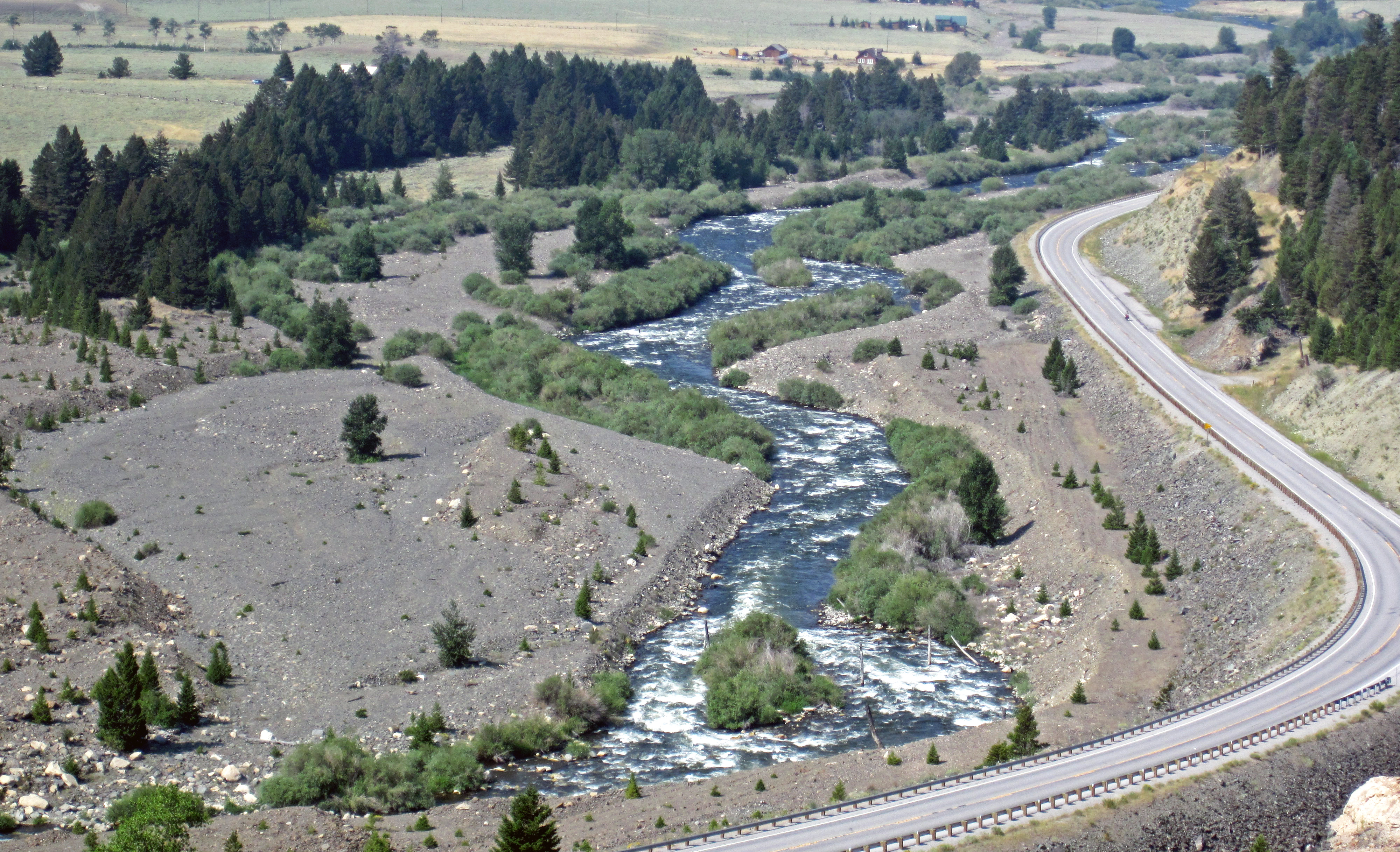
Der Fluss unterhalb des Earthquake Lake im Madison County, Montana
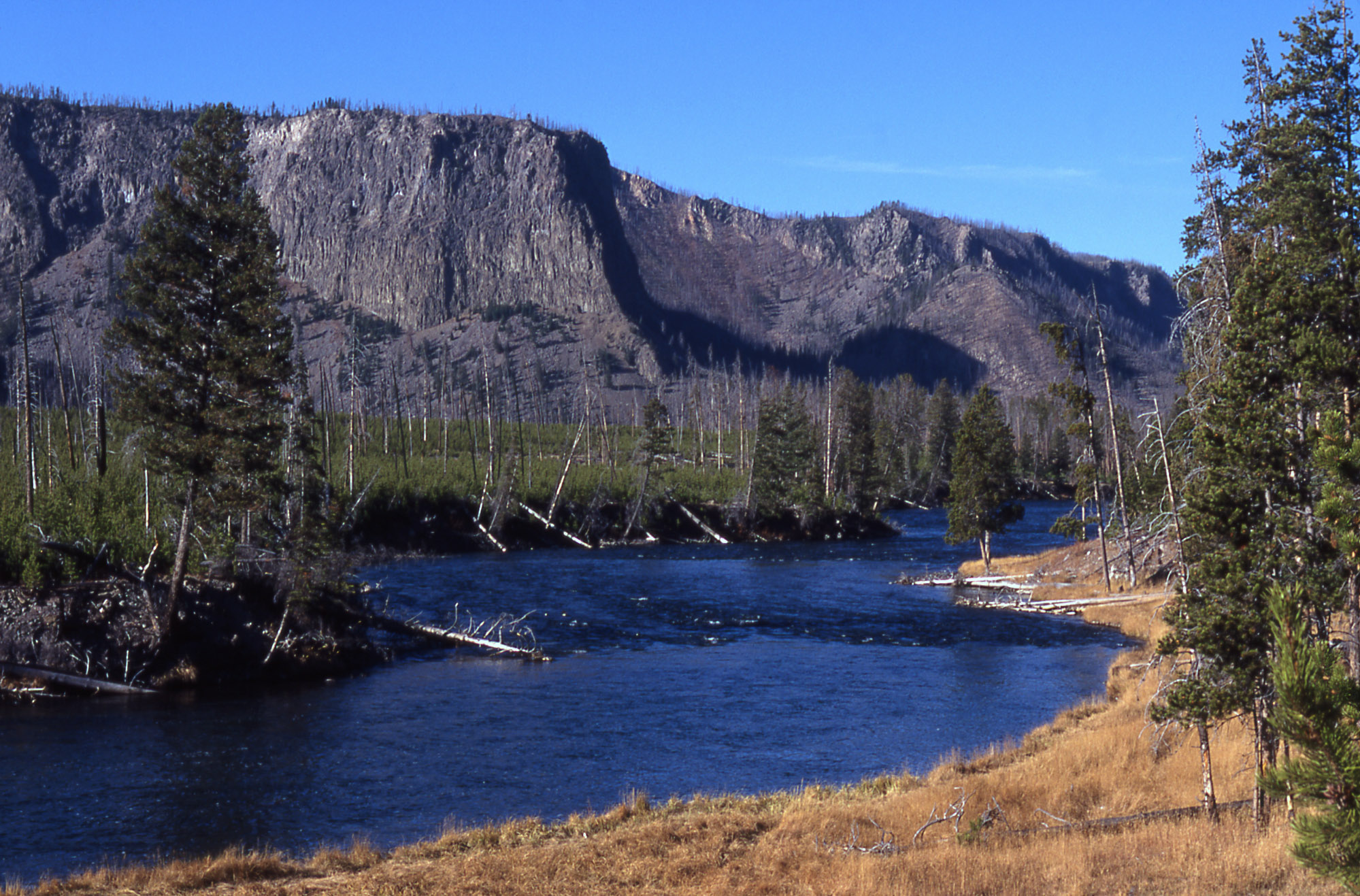
Madison River (1999)